# Moritz Füldner
Johann Moritz Georg Füldner (* 27. November 1818 in Neubrandenburg; † 22. November 1873 in Neustrelitz) war ein deutscher Gymnasiallehrer, Entomologe und Botaniker.

## Leben
Moritz Füldner wuchs als ältester Sohn unter sechs Kindern des Neubrandenburger Direktors der Großen Stadtschule, Johann Nikolaus Füldner (1781–1834) und dessen Frau Friederika Dorothea Auguste (* 1784), einer Tochter des Neubrandenburger Gymnasialprofessors und Ehrenbürgers Johann Heinrich Walther (1748–1830) auf. Er besuchte die vom Vater geleitete Höhere Schule und bestand wahrscheinlich hier Michaelis 1838 das Abitur. 1838 immatrikulierte er sich für Mathematik und Naturwissenschaften an der Friedrich-Wilhelms-Universität Berlin. Als er zum Wintersemester 1840/41 an die Albertus-Universität Königsberg wechselte, wurde er Fuchs im Corps Masovia.
Nachdem er Ostern 1842 das Examen pro facultate docendi und nach dem Probejahr die Oberlehrerprüfung bestanden hatte, wurde er 1843 von Großherzog Georg als 5. Lehrer an das Gymnasium Carolinum in Neustrelitz berufen. Ab 1846 war Füldner zugleich mit der Leitung der Turnübungen an den städtischen Schulen von Neustrelitz betraut. Hier führte er nach den "Turntafeln" des Turnpädagogen Ernst Wilhelm Bernhard Eiselen und bisher wenig bekannten Stabübungen moderne Übungsformen ein und setzte 1847 eine Rekonstruktion des Turnplatzes durch.
Füldner war 1847 einer der Gründer des Vereins der Freunde der Naturgeschichte in Mecklenburg. Verdienste erwarb sich Füldner auch als Insektenforscher. 1855 berichtete er als erster über die Libellenfauna Mecklenburgs, vor allem aus dem Raum Neustrelitz. Seine Libellensammlung bildete einen Teil des Grundstocks für das 1866 eröffnete Naturhistorische Museum für Mecklenburg, das heutige  Müritzeum in Waren.
Als er 1871 in die Dritte Lehrerstelle aufrückte, wurde er als Gymnasialprofessor charakterisiert. Zwei Jahre später erlag er kurz vor seinem 55. Geburtstag einer Leberkrankheit.
Moritz Füldner war zweimal verheiratet: seit 1845 mit Marie Auguste Emilie, geb. Spiegelberg (* 1823), einer Stallmeistertochter aus Berlin, und seit 1859 mit Johanna Marie Henriette Josephine, geb. Kaempffer (* 1831), Oberförstertochter aus Strelitz. Emma Füldner (1849–1927), eine Tochter aus erster Ehe, heiratete später den Strelitzer Bürgermeister Heinrich Gundlach (1832–1913). Walter Füldner (* 1865), ein Sohn aus zweiter Ehe, wurde Jurist und Rechtsanwalt in Teterow.

## Schriften
- Grundzüge der mathematischen Geographie. Neustrelitz 1849 (Digitalisat in der Google-Buchsuche).
- Mecklenburgs Neuroptera. Neustrelitz 1863.
- Wie sind die deutschen Präpositionen englisch wiederzugeben? Neustrelitz 1872.